# Clelimyia paradoxa
Clelimyia paradoxa là một loài ruồi trong họ Tachinidae.